# Catascythris kebirella
Catascythris kebirella is een vlinder uit de familie dikkopmotten (Scythrididae). De wetenschappelijke naam van deze soort is voor het eerst geldig gepubliceerd in 1935 door Amsel.
De soort komt voor in tropisch Afrika.